# Engelberga d'Alsazia
Engelberga d'Alsazia, o Angilberga (c.830 – 896/901), fu, come moglie di Ludovico II, Imperatrice del Sacro Romano Impero e regina consorte d'Italia, dall'852, e regina di Provenza, dall'863, fino alla morte del marito il 12 agosto 875.

## Origine
Di Engelberga non si conoscono gli ascendenti, ma quasi certamente, da parte di padre, erano della famiglia dei Supponidi, di origine franca e, secondo alcuni storici (vedi l'enciclopedia medievale tedesca, Lexikon des Mittelalters sotto il nome Angilberga scritta da Werner Goez), Engelberga era probabilmente la figlia di Adelchi I conte di Parma e duca di Spoleto e secondo lo storico francese Christian Settipani, esperto di genealogie era cugina di Suppone III; mentre la madre, secondo lo storico, Jean-Noël Mathieu, poteva essere, Emma di Baviera, in quanto l'imperatore Carlo il Grosso la definisce sorella (dilectam sororem nostram).

## Biografia
Nell'851, Engelberga o Angilberga si era fidanzata col re d'Italia e co-imperatore Ludovico II, figlio primogenito dell'Imperatore d'Occidente e re di Lotaringia (840-855), Lotario I (795-† 855) e di Ermengarda di Tours (?-† 851). La relazione tra i due sembra però che ebbe inizio prima del matrimonio, cominciata in un periodo imprecisato tra 848 e l'851, legame portò al concepimento della primogenita della coppia, Gisla: per regolare la loro relazione quindi retrodatarono il contratto matrimoniale all'ottobre 851. Il matrimonio fu celebrato l'anno successivo; comunque da un documento di una donazione dell'860, Angilberga risulta essere la moglie dell'augusto imperatore Ludovico II. Anche in un altro documento, datato 23 marzo 880, il futuro imperatore, Carlo il Grosso, conferma che Angilberga, definita sorella (dilectam sororem nostram), era la moglie del suo augusto cugino, Ludovico II.
| Denaro di Ludovico e Angilberga        | Denaro di Ludovico e Angilberga   |
| -------------------------------------- | --------------------------------- |
|                                        |                                   |
| +LVDOVVICVS INP, croce su scalini      | +ANGILBERGA NP, croce battesimale |
| Denaro, coniato a Benevento, circa 870 |                                   |

Nell'855, il suocero, Lotario I, prima di morire, con la ripartizione di Prüm, divise il suo regno, la Lotaringia, in 3 parti; e a Ludovico (o Luigi) II, primogenito, furono confermati, il trono d'Italia ed il titolo imperiale (era già co-Imperatore).
Secondo un documento dell'aprile 868, il marito, Ludovico II, aveva fatto donazione ad Engelberga ed alla figlia, Ermengarda, della Chiesa di San Salvatore (un convento caratterizzato da una tradizione di badesse reali) a Brescia, di cui in quello stesso anno, Engelberga era divenuta badessa.
Quando era divenuta imperatrice, Engelberga aveva esercitato una forte influenza sul consorte e la sua famiglia d'origine, i longobardi Supponidi, prosperò durante il regno di Ludovico. Ella contrastò Hucpold e il suo clan, riuscendo ad emarginarlo per un decennio e mezzo circa.
Secondo lo storico, Kreutz, B. M., l'arresto di Engelberga e del marito, Ludovico, avvenuto a Benevento, nell'871, fu dovuto al comportamento autoritario ed arrogante dell'imperatrice; la loro liberazione fu negoziata per circa un mese dal vescovo di Benevento.
Nel gennaio 872 l'aristocrazia tentò di deporla, dal momento che non aveva ancora dato alcun figlio all'imperatore; ciononostante, Ludovico intavolò delle negoziazioni con Ludovico II il Germanico, re dei Franchi Orientali, per designarlo come proprio erede. Con l'intento di limitare l'influenza di Engelberga, i nobili provenzali, alla morte di Ludovico II, elessero re di Provenza, Carlo il Calvo, re dei Franchi Occidentali. Bosone V di Arles, fedele a Carlo, e da quest'ultimo, nominato governatore in Italia con il titolo di dux, nell'877, secondo il cronista, Reginone, con grande magnificenza, sposò la sua figlia di Engelberga, Ermengarda; secondo gli Annales Fuldenses, invece il conte Bosone, dopo aver avvelenato la propria moglie, rapì, con la forza, Ermengarda, per poterla sposare e poter avere pretese sul regno d'Italia.
Engelberga nel marzo 877 dettò un testamento nel quale dispose che tutte le sue sostanze presenti e future, andassero a profitto del monastero di San Sisto di Piacenza, con tutte le case, le cose, le famiglie dei servi della gleba. La predetta donazione fu approvata da papa Giovanni VIII con una bolla del 1º agosto 877 e poi successivamente da papa Adriano III con bolla del 17 aprile 885.
Quando Bosone fu eletto re di Provenza il 15 ottobre 879, in contrapposizione a Carlomanno II, Engelberga si schierò col genero. L'anno successivo, dato che Carlomanno II si era alleato col nuovo re d'Italia, Carlo il Grosso, da quest'ultimo venne esiliata in Svevia. Ma, nell'882, dopo la conquista di Vienne (difesa da Ermengarda, in assenza del marito), da parte del conte di Autun, Riccardo il Giustiziere, Engelberga, nel mese di ottobre, poté ritornare in Italia e venne confermata nei suoi possedimenti, da Carlo il Grosso.
Infine, nell'896, Engelberga divenne badessa della sua stessa fondazione di San Sisto, a Piacenza.

## Ascendenza
|                                              |                           |                                                                   | Genitori                              |  |  | Nonni     |  |  | Bisnonni |  |
|                                              |                           |                                                                   |                                       |  |  | Suppone I |  |  | Ignoto   |  |
|                                              |                           |                                                                   |                                       |  |  | Suppone I |  |  | Ignoto   |  |
|                                              |                           | Ignota                                                            |                                       |  |  | Suppone I |  |  |          |  |
| Adelchi/Adalgiso I                           |                           |                                                                   |                                       |  |  | Suppone I |  |  |          |  |
|                                              |                           | una figlia di Adelchi oppure una figlia di Arechi II di Benevento | Adelchi oppure Arechi II di Benevento |  |  |           |  |  |          |  |
|                                              |                           | una figlia di Adelchi oppure una figlia di Arechi II di Benevento | Adelchi oppure Arechi II di Benevento |  |  |           |  |  |          |  |
|                                              |                           | una figlia di Adelchi oppure una figlia di Arechi II di Benevento | donna di Adelchi oppure Adelperga     |  |  |           |  |  |          |  |
| Engelberga d'Alsazia                         |                           | una figlia di Adelchi oppure una figlia di Arechi II di Benevento |                                       |  |  |           |  |  |          |  |
|                                              | Heriberto oppure Guelfo I | Guglielmo d'Aquitania oppure Ruthard                              |                                       |  |  |           |  |  |          |  |
|                                              | Heriberto oppure Guelfo I | Guglielmo d'Aquitania oppure Ruthard                              |                                       |  |  |           |  |  |          |  |
|                                              | Heriberto oppure Guelfo I | Cunegonda d'Austrasia oppure ignota                               |                                       |  |  |           |  |  |          |  |
| Forse una Guglielmide oppure Emma di Baviera | Heriberto oppure Guelfo I |                                                                   |                                       |  |  |           |  |  |          |  |
|                                              |                           | ignota oppure Edvige di Baviera                                   | Ignota oppure Thiedrada (Thietrate)   |  |  |           |  |  |          |  |
|                                              |                           | ignota oppure Edvige di Baviera                                   | Ignota oppure Thiedrada (Thietrate)   |  |  |           |  |  |          |  |
|                                              |                           | ignota oppure Edvige di Baviera                                   | …                                     |  |  |           |  |  |          |  |
|                                              |                           | ignota oppure Edvige di Baviera                                   |                                       |  |  |           |  |  |          |  |

## Discendenza
Engelberga a Ludovico II diede due figlie:
- Gisela (851/5-† prima del 28 aprile 868), badessa di San Salvatore in Toscana[12], nata prima del matrimonio dei genitori[10];
- Ermengarda d'Italia (852/5-896), definita nipote (neptam nostram Hermingardam) da Carlo il Grosso[17], fu prima fidanzata col figlio dell'Imperatore Romano d'Oriente (Basileus) Basilio I, il co-imperatore, Symbatios[2], nell'876, poi sposò il conte di Vienne Bosone, reggente di Provenza, che, nell'879, fu eletto re di Provenza.

### Fonti primarie
- (LA)  Monumenta Germanica Historica, tomus primus.
- (LA)  Annales Bertiniani.
- (LA)  Monumenta Germaniae Historica, Diplomata Karolinorum, tomus IV.
- (LA)  Monumenta Germaniae Historica, Diplomata Regum Germaniae ex Stirpe Karolinorum, tomus II.

### Letteratura storiografica
- Wickham, Chris, Early Medieval Italy: Central Power and Local Society 400-1000, MacMillan Press, 1981
- Gay, Jules, L'Italie méridionale et l'empire Byzantin: Livre I, Burt Franklin, New York, 1904
- René Poupardin, I regni carolingi (840-918), in «Storia del mondo medievale», vol. II, 1979, pp. 583–635
- Louis Halphen, Il regno di Borgogna, in «Storia del mondo medievale», vol. II, 1979, pp. 807–821